# John Austin (rechtsfilosoof)
John Austin (Suffolk, 3 maart 1790 - Weybridge, 1 december 1859) was een Engelse rechtsfilosoof. Hij staat bekend als de eerste rechtspositivist en was bovendien een leerling van de utilitarist Jeremy Bentham. Hij was getrouwd met Sarah Austin en was de vader van Lucie, Lady Duff-Gordon. Zijn rechtspositivistische theorie kan door middel van zijn opvattingen worden benoemd als de command theory (beveltheorie) binnen de rechtsfilosofie. In tegenstelling tot de natuurrechtsdenkers pleitte hij ervoor om recht en moraal van elkaar te scheiden. 

## Werk

### Beveltheorie
Volgens Austin bestaat het recht essentieel uit “…a rule laid down for the guidance of an intelligent being by an intelligent being having power over him.” Krachtiger geformuleerd: bevelen van een soeverein. Een soeverein verwijst naar de persoon of instantie aan wie het merendeel van de bevolking gewoonlijk gehoorzaamt. De soeverein heeft echter zelf niet de gewoonte om te gehoorzamen aan een andere menselijke autoriteit. Met andere woorden, de soeverein is degene die beveelt en sancties oplegt, zonder zelf ondergeschikt te zijn aan anderen. In feite heeft hij het rechtsbegrip van de soeverein en de hiërarchische verhouding tussen soeverein en ondergeschikte overgenomen van Bentham en later uitgewerkt.

### Rechtsbegrip
Het rechtsbegrip volgens Austin kan als volgt worden samengevat. Het recht is namelijkː “(…) het geheel van rechtstreekse of zijdelingse van een sanctie voorziene bevelen, uitgaande van een soeverein binnen een onafhankelijke staatsgemeenschap en gericht tot één of meer leden daarvan” en “orders backed by threats.”

### The Province of Jurisprudence Determined
In The Province of Jurisprudence Determined onderscheidt Austin twee categorieën recht, namelijk laws properly so called en laws improperly so called. De eerste categorie bestaat vervolgens weer uit “laws set by God to men” en “laws set by men to men.” De laatste bestaat uit “rules set and enforced by mere opinion.” Voorbeelden hiervan zijn ‘the law of honour’ en ‘the law set by fashion’. Het menselijke recht bevat tenslotte positive laws (positief recht) en positive morality (positief moraal). De eerste zijn laws set by men to men, vastgesteld door menselijke autoriteiten en afgedwongen door legal sanctions. De laatste categorie, positive morality, omvat morele normen die niet strikt juridisch afdwingbaar zijn maar toch worden erkend binnen een samenleving. Austin benadrukt dat de rechtswetenschap zich in dit verband moet richten op louter positief recht, dat onderdeel is van het menselijke recht en dus niet van goddelijk recht. Recht zou volgens hem, wat karakteriserend is voor het rechtspositivisme, immers op een empirische, waardevrije manier moeten bestudeerd worden. Austin probeerde bijgevolg het recht af te bakenen zonder hierbij te verwijzen naar een hogere morele orde of natuurrecht.
Een interessante nuance in Austins denken komt naar voren wanneer het gaat om customary laws of gewoonterecht. Hoewel customary laws niet direct voortkomen uit expliciete bevelen van een soeverein, beschouwt Austin ze als positief recht. Hij erkent dat customary laws bestaan als positief recht door de spontane adoptie van de geregeerden en niet door expliciete bevelen of instellingen van de soeverein. Hierin wijkt Austin af van zijn strikte beveltheorie, waarbij customary laws een unieke positie innemen als positief recht dat niet noodzakelijk voortkomt uit specifieke bevelen.

## Kritieken
Hoewel de beveltheorie van Austin invloedrijk was in de late 19e en vroege 20e eeuw, bleef zijn gedachtegoed niet ongedeerd. Rechtsfilosofische en politiek-filosofische kritiekpunten van onder anderen H.L.A. Hart en Friedrich Hayek illustreren dat het werk van Austin problematisch is. 

### Problemen volgens Hartː
- Een duidelijke definitie van het begrip 'soeverein' is lastig vast te stellen omdat wetgevende instanties hedendaags veelal verspreid zijn.[5][11]
- In de meeste rechtssystemen zijn er wel degelijk regels, zoals de regels van het privaatrecht, die geen sancties of bevelen bevatten. Kortomː Austins nadruk ligt te veel op een dwingend of straffend aspect van een rechtssysteem.[12][5] Er is geen essentieel verschil tussen de dreiging van een gunman ("give me your money or your life") en een gebruikelijk wetgevingsproces.[11]
- Austins theorie houdt geen rekening met “the idea of a rule.” Zo schrijft Hart: “The root cause of failure is that the elements out of which the theory was constructed, viz. the ideas of orders, obedience, habits, and threats, do not include, and cannot by their combination yield, the idea of a rule, without which we cannot hope to elucidate even the most elementary forms of law.”[13] Hart introduceert primaire en secundaire regels,[14] waardoor Austin: “(…) wrongly claimed to have found in the notion of coercive orders, namely, 'the key to the science of jurisprudence.'”[15]

### Problemen volgens Hayekː
- De nadruk ligt bij Austin vooral op een bewuste menselijke wil. Het rechtspositivisme[16] maakt zich dan ook schuldig aan wat Hayek rationalist constructivism noemt.[17] Dit verwijst naar een concept waarin menselijke instituties worden beschouwd als het resultaat van een bewuste menselijke wil, vaak met een nadruk op deductieve redenering vanuit enkele ontwijfelbare premissen.
- De soeverein van Austin kan epistemologisch problematisch zijn, gezien het feit dat kennis verspreid is over de hele samenleving. Alle kennis kan nooit in handen zijn van één entiteit, waardoor die bevelen van de soeverein dus altijd onvoltooid of imperfect zijn.[18]
- Deze theorie ondermijnt de rechtsstaat. Aanhangers van het rechtspositivisme voelen volgens Hayek namelijk niks voor hoger recht dat ten grondslag ligt aan de Rechtsstaat of Rule of Law.[19] Meta-legal principles moeten immers buiten conventionaliteit “gevonden” worden en zijn natuurrechtelijk.[20]